# Saint-Remy-en-Bouzemont-Saint-Genest-et-Isson
Saint-Remy-en-Bouzemont-Saint-Genest-et-Isson è un comune francese di 517 abitanti situato nel dipartimento della Marna nella regione Grand Est. I suoi abitanti sono chiamati Bouzemontois.
Ha il singolare primato di essere il comune francese con il nome più lungo.

## Geografia fisica
La città si compone di tre frazioni.
Si trova appena a sud della valle della Marna, ad ovest del Lago di Der-Chantecoq e 14 km a sud-est del borgo di Vitry-le-François. 
La città è attraversata dall'Isson, un piccolo affluente di sinistra della Marna.

## Storia

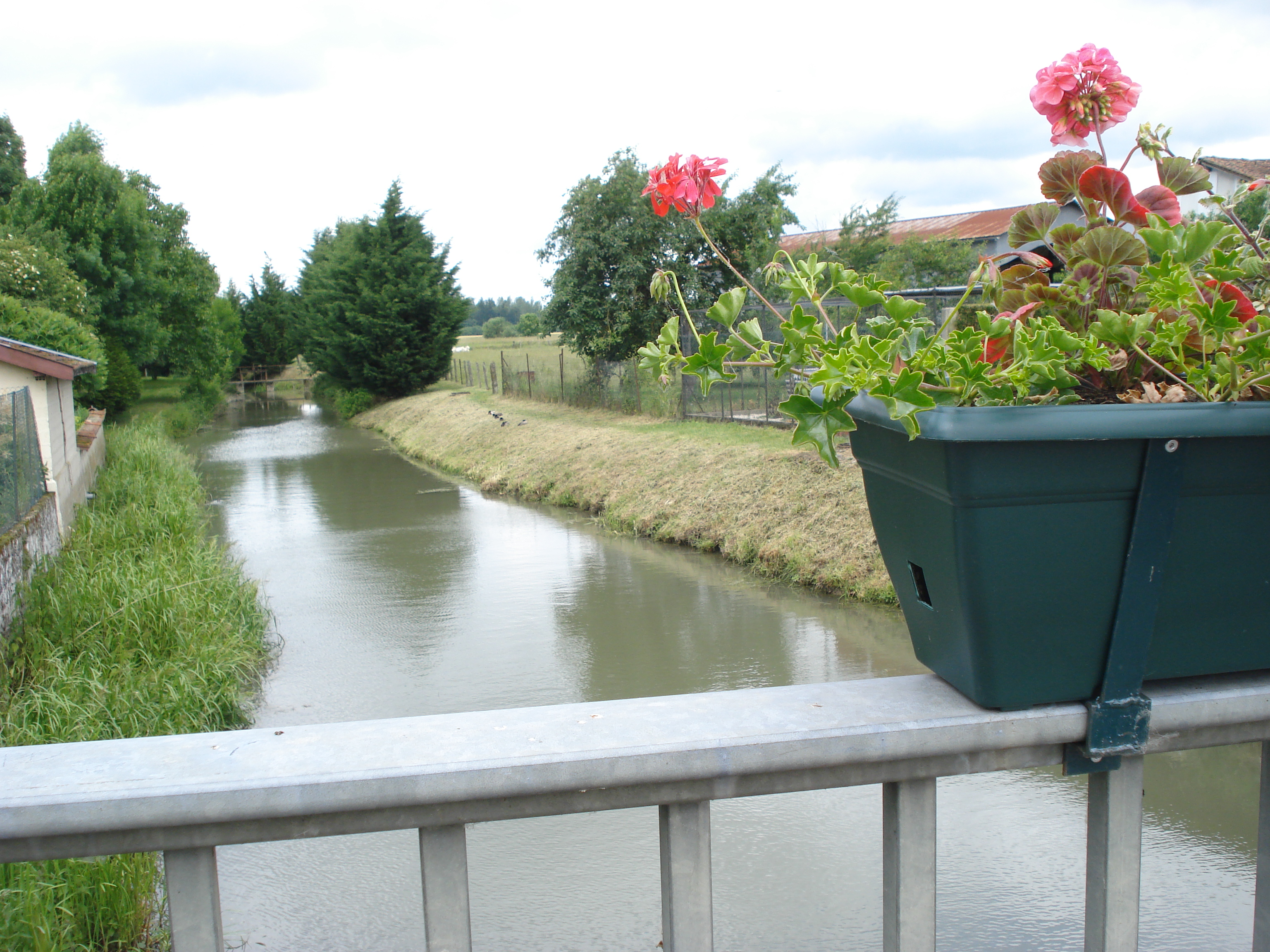
L'Isson a Saint-Remy-en-Bouzemont-Saint-Genest-et-Isson

Durante la Rivoluzione francese, il comune di Saint-Remy-en-Bouzemont era chiamato Bouzemont mentre Saint-Genest La Fraternité. 
Saint-Remy-en-Bouzemont-Saint-Genest-et-Isson è nata nel 1836 dalla fusione di tre comuni: 
- Saint-Remy-en-Bouzemont
- Saint-Genest
- Isson

## Società

### Evoluzione demografica
Abitanti censiti